# Glukozydazy

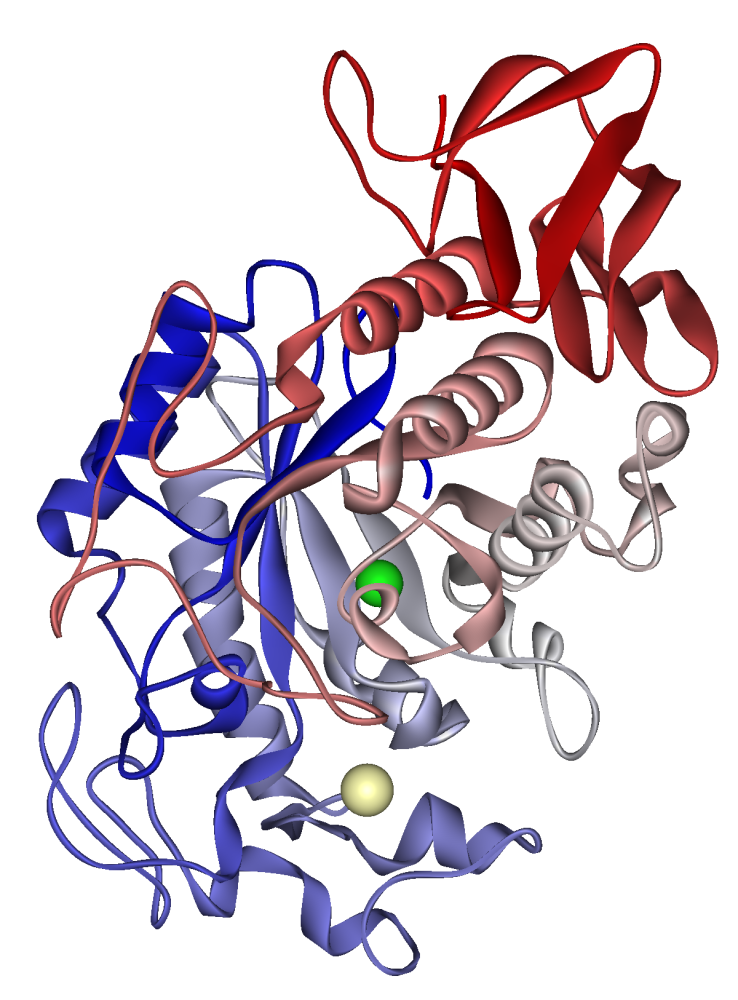
α-Amylaza ślinowa – przykład glukozydazy

Glukozydazy, glukozylazy (EC 3.2.1) – enzymy z grupy hydrolaz, rozcinające wiązania glikozydowe pomiędzy poszczególnymi cząsteczkami glukozy w polisacharydach (cukrach złożonych). Do glukozydaz należą m.in.: amylaza, maltaza, izoamylaza (glikozydaza amylopektynowa).